# Nombre presque parfait

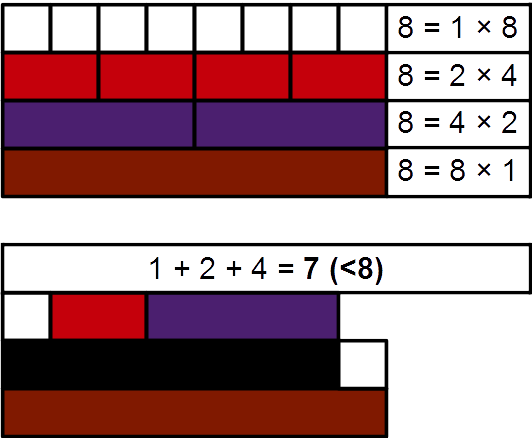
Démonstration du caractère presque parfait du nombre 8.

En mathématiques, un nombre presque parfait (quelquefois appelé aussi nombre légèrement déficient) est un entier naturel n dont la somme des diviseurs stricts est égale à lui-même moins un, autrement dit, tel que la somme de tous ses diviseurs {\displaystyle \sigma (n)} est égale à 2n – 1.
Toutes les puissances de 2 sont des nombres presque parfaits ; on ne connaît pas d'autres exemples.
Tout nombre presque parfait est déficient.